# Abernethy (Écosse)
Pour les articles homonymes, voir Abernethy.
Abernethy est un village écossais situé à 7 km au sud-est de Perth, dans la région de Perth and Kinross. Il fut autrefois le siège d'un évêché transféré à Saint Andrews dès le IXe siècle, et fut la résidence d'anciens rois pictes. À la mort de leur père saint Donald d'Ogilvy, ses neuf filles, toutes religieuses, entrèrent à l'abbaye de la ville.
Sous le nom d'Abernethia (Abernethiensis), c'est aussi un Siège titulaire.

## Histoire
Le village fut un centre politique et religieux majeur, sinon la capitale du royaume des Pictes.  
C'est en ce lieu que Malcolm III d'Écosse rendit hommage à Guillaume le Conquérant, six ans après la bataille d'Hastings, en 1072. Ils signèrent le traité d'Abernethy. 
C'est à Abernethy que fut créé le premier évêché picte. Son territoire s'étendait alors loin à l'ouest, vers Strathearn. Au XIIe siècle, le siège épiscopal fut déplacé à Muthill, puis à Dunblane.  
Le petit prieuré des Augustins, fondé en 1272, fut supprimé au XVe siècle, au profit d'une église collégiale, sous l'égide des Douglas, comtes d'Angus. Les ruines de la collégiale furent visibles jusqu'en 1802, à l'intérieur du cimetière du village, avant de disparaître lors de l'édification de l'actuelle église, en grès rouge.
Au travers des siècles, l'industrie et le commerce ont fortement décliné. 

## Monuments
- La tour ronde d'Abernethy (Abernethy Round Tower en anglais ) est une tour ronde de style irlandais en pierre (Irish-style round tower en anglais ) édifiée en bordure du cimetière d'Abernethy, dans le comté de Perth and Kinross, en Écosse. Datant du XIe siècle, cette tour est l'une des deux tours de ce type subsistant en Écosse ; la seconde, classée monument historique, est érigée à Brechin.

La tour en grès sans toiture mesure 22,5 mètres de haut pour un diamètre de 4,57 mètres au niveau du sol, se rétrécissant vers son sommet à 3,96 mètres. Les murs ont une épaisseur de 1,07 mètre. Les douze premières rangées sont d'une autre couleur de pierre que le reste du bâtiment, laissant supposer que la base fut édifiée à une époque plus ancienne. Il demeure des témoignages attestant que la tour a été, à l'origine, pourvue de six planchers de bois, très probablement reliés par des échelles. À la base de la tour est scellée une pierre picte ; un pilori est aussi installé à proximité. De nombreux aménagements ont été effectués au fil des siècles, notamment l'installation d'un escalier en spirale en fer quand la tour devint une tour de guet, puis de fenêtres et, en 1868, d'une horloge.
Un certain nombre de pièces archéologiques, essentiellement des sculptures du haut Moyen Âge, ont été découvertes à Abernethy, dont notamment une pierre sculptée de symboles pictes, insérée dans la base de la tour ronde. 
- L'église paroissiale, sise sur un terrain accordé par Nechtan, roi des Pictes, est dédiée à Sainte Brigitte d'Irlande (Brigid de Kildare en anglais). Elle est réputée avoir été fondée par Dairlugdach, seconde abbesse de Kildare, l'un des premiers monastères d'Irlande.

## Économie et commerce
Après la fermeture  du bureau de poste en 2009, remplacé par la visite d'un bureau de poste mobile en semaine, il ne demeure dans le village qu'un pub et une supérette. 

## Culture et légendes
- Un petit musée, ouvert du mercredi au dimanche, de mai à septembre, expose des pièces de l'histoire du village et garde les clés de la tour.
- L'emplacement de Arfarnach's hall, dont il est fait mention dans les légendes arthuriennes, est souvent associé à Abernethy.

## Jumelage
Abernethy est jumelée avec le village de Grisy-Suisnes en Seine-et-Marne, dans la région d’Île-de-France.